# Lesley Garrett
Lesley Garrett CBE (* 10. April 1955 in Thorne (South Yorkshire)) ist eine englische Opernsängerin (Sopran).

## Leben
Lesley Garrett wuchs in einer musikalischen Familie auf. Sie studierte an der Royal Academy of Music. Ab 1984 war sie als Sängerin bei der English National Opera tätig. Sie wirkte in den Stücken Serse, Le nozze di Figaro, Così fan tutte und Die Fledermaus mit. 2002 wurde sie mit dem Order of the British Empire ausgezeichnet für ihre "Verdienste an der Musik". 2004 gehörte sie zu den ersten Tanzpaaren der Sendung Strictly Come Dancing, wo sie zusammen mit dem Standardtänzer Anton du Beke den dritten Platz erreichte. 2005 tourte sie als Die lustige Witwe in einer Produktion der Welsh National Opera durch Großbritannien. 2006 spielte sie die Mother Abbess in The Sound of Music.

## Diskografie

### Alben
- 1992: Prima Donna

| Jahr | Titel                                | Höchstplatzierung, Gesamtwochen, AuszeichnungChartsChartplatzierungen (Jahr, Titel, Platzierungen, Wochen, Auszeichnungen, Anmerkungen) | Anmerkungen |
| Jahr | Titel                                | UK | Anmerkungen |
| ---- | ------------------------------------ | --- | ----------- |
| 1991 | Diva! A Soprano At The Movies        | UK— SilberUK |             |
| 1994 | The Lesley Garrett Album             | UK25 (8 Wo.)UK |             |
| 1994 | Simple Gifts                         | UK82 (2 Wo.)UK |             |
| 1995 | Soprano In Red                       | UK59 Silber · (10 Wo.)UK |             |
| 1996 | Soprano In Hollywood                 | UK53 (6 Wo.)UK |             |
| 1997 | The Soprano’s Greatest Hits          | UK53 Silber · (4 Wo.)UK |             |
| 1997 | The Soprano Inspired                 | UK48 Gold · (10 Wo.)UK |             |
| 1998 | The Soprano in Love                  | UK95 Silber · (4 Wo.)UK |             |
| 1998 | Lesley Garrett                       | UK34 Gold · (10 Wo.)UK |             |
| 1999 | From The Heart                       | UK84 (2 Wo.)UK |             |
| 2000 | I Will Wait For You                  | UK28 Silber · (7 Wo.)UK |             |
| 2001 | Travelling Light                     | UK75 (5 Wo.)UK |             |
| 2001 | Lesley Garrett – The Gift Collection | UK— SilberUK |             |
| 2002 | The Gold Collection                  | UK92 (1 Wo.)UK |             |
| 2002 | The Singer                           | UK93 (3 Wo.)UK |             |
| 2003 | So Deep Is The Night                 | UK100 (1 Wo.)UK |             |
| 2007 | When I Fall In Love                  | UK11 Silber · (7 Wo.)UK |             |
| 2008 | Amazing Grace                        | UK50 (2 Wo.)UK |             |
| 2012 | A North Country Lass                 | UK66 (1 Wo.)UK |             |

### Singles
| Jahr | Titel Album | Höchstplatzierung, Gesamtwochen, AuszeichnungChartsChartplatzierungen (Jahr, Titel, Album, Platzierungen, Wochen, Auszeichnungen, Anmerkungen) | Anmerkungen         |
| Jahr | Titel Album | UK | Anmerkungen         |
| ---- | ----------- | --- | ------------------- |
| 1993 | Ave Maria   | UK16 (10 Wo.)UK | mit Amanda Thompson |